# Liste der Kulturdenkmale in Heynitz (Nossen)
In der Liste der Kulturdenkmale in Heynitz sind die Kulturdenkmale des Nossener Ortsteils Heynitz verzeichnet, die bis April 2021 vom Landesamt für Denkmalpflege Sachsen erfasst wurden (ohne archäologische Kulturdenkmale). Die Anmerkungen sind zu beachten.
Diese Aufzählung ist eine Teilmenge der Liste der Kulturdenkmale in Nossen.

## Heynitz
| Bild                                    | Bezeichnung | Lage                                            | Datierung | Beschreibung | ID       |
| --------------------------------------- | --- | ----------------------------------------------- | --- | --- | -------- |
| Direkt Bild zu diesem Denkmal hochladen | Wegestein | (Flurstück 80) (Karte)                          | 19. Jahrhundert | Kleiner markanter Schaft mit Inschriftfeldern, Richtungsanzeigern und einfacher, abgerundeter Kopfgestaltung, bedeutend für die Orts- und Verkehrsgeschichte. Inschriften „Nach Wuhsen“ und „Nach Krögis Heinitz“ und „Nach Miltitz“. | 09267887 |
| Weitere Bilder                          | Wegestein | (Gemarkung Gohla, Flurstücke 49 und 73) (Karte) | 3. Viertel 19. Jahrhundert | Sandsteinschaft mit flachem, pyramidenförmigem Abschluss, Inschrift und Richtungsanzeigern, orts- und verkehrsgeschichtliche bedeutend. Die Säule befindet sich entweder auf dem Flurstück 49 oder 73 (öffentlicher Weg zum Ortskern von Gohla). Die über die ganze Länge des Steins gehende Inschrift ist bemerkenswert. Säule hat keine vertieften Inschriftfelder. | 09302726 |
| Direkt Bild zu diesem Denkmal hochladen | Stallteil des Wohnstallhauses und zwei Seitengebäude eines ehemaligen Vierseithofes, mit Torpfeilern und Hofmauer                                                 | Gohla 1 (Karte)                                 | Um 1800, später überformt (Wohnstallhaus); bezeichnet mit 1801 (Toreinfahrt)                                                                                            | Alle Gebäude Obergeschoss Fachwerk, baugeschichtlich von Bedeutung. Wohnstallhaus mit Pferdestall und Speicher. Scheune vor 2011 abgebrochen. | 09267835 |
| Direkt Bild zu diesem Denkmal hochladen | Wohnstallhaus (Nr. 2), westliches Seitengebäude (Nr. 2a), östliches Seitengebäude, Torbogen und Bauerngarten eines ehemaligen Vierseithofes                       | Gohla 2, 2a (Karte)                             | Um 1800 (Seitengebäude); bezeichnet mit 1834 (Wohnstallhaus); bezeichnet mit 1834 oder 1844 (Toreinfahrt)                                                               | Westliches Seitengebäude mit Fachwerk im Obergeschoss, originaler Bauerngarten mit kleinen Buchsbaumhecken, bemerkenswertes Beispiel ländlicher Architektur und Volksbauweisen vor allem aus dem frühen 19. Jahrhundert, baugeschichtlich bedeutend | 09267836 |
| Direkt Bild zu diesem Denkmal hochladen | Denkmalschutzgebiet Dorf Heynitz (Vorschlag) | Heynitzer Straße (Karte)                        | 18./19. Jahrhundert, im Kern älter | Denkmalschutzgebiet Dorf Heynitz (Vorschlag) | 09304120 |
| Weitere Bilder                          | Kirche mit Ausstattung und Kirchhof mit Einfriedungsmauer und Kirchhofstor, Leichenhalle, Denkmal für die Gefallenen des Ersten Weltkrieges und einigen Grabmalen | Heynitzer Straße (Karte)                        | Um 1720 (Kirche); 1720 (Kanzelaltar und Taufengel); 17. Jahrhundert (Pastorenbildnisse); 1894 (Orgel)                                                                   | Barocke Saalkirche mit Emporen, Westturm mit Aufsatz und Haube, älterer Kern, baugeschichtlich und ortsgeschichtlich von Bedeutung. - Evangelische Pfarrkirche (Dehio Sachsen I, 1996): Erstmals 1346 erwähnt, Saalkirche mit Westturm und Sakristei von 1720, der Saal auf älterer baulicher Grundlage. Umbauten 1842, Restaurierung 1984–91. Putzbau, das Satteldach im Osten abgewalmt, Fenster in zwei Reihen, die oberen rundbogig, die unteren rechteckig, an der Ostseite Sakristei und Außentreppe zur Herrschaftsloge, Turm mit barockem Südportal, ehem. bezeichnet mit 1721, das Glockengeschoss oktogonal, mit Haube, Laterne und Spitze, die 1879 nach Brand erneuert wurden. Im Innern schlicht mit flacher Putzdecke, an den Längswänden zweigeschossige hölzerne Emporen von 1720, verändert 1842, in den unteren in Altarnähe verglaste Herrschaftslogen, Orgelempore im ersten Turmobergeschoss, das wohl 1842 zur Kirche geöffnet wurde. - Ausstattung: - Kanzelaltar aus Holz, 1720, sein Aufbau mit je zwei korinthischen marmorierten Säulen, dazwischen der Korb halbkreisförmig vortretend, darüber ein schalldeckelartig ausgreifendes Gesims und das Wappen derer von Heynitz - Taufengel, 1720 von Anna Elisabeth von Heynitz gestiftete vollfigurige schwebende Engelsgestalt, in der Rechten eine Muschelschale als Taufbecken tragend, geschnitzt und weißgold gefasst, von der Ecke in den Mittelgang herabhängend - Pastorenbildnisse des 17. Jahrhunderts - Jehmlich-Orgel, 1894 - In der Vorhalle die Heynitz-Gruft, einige barocke Pastorengrabdenkmäler und die Treppe zur Orgelempore, mit Balusterbrüstungen - Friedhof: - im Südteil 1819 bezeichnet klassizistisches Grabdenkmal, Pfeiler aus Sandstein, mit Urnenaufsatz - im Westteil Grabdenkmal in Rokokoformen, Sandstein, mit drei Inschriftkartuschen und zwei Engeln, um 1750/60 - im östlichen Teil Grablege der Familie von Heynitz, 19./20. Jahrhundert - Grabdenkmäler 17. und 18. Jahrhundert | 09267801 |
| Direkt Bild zu diesem Denkmal hochladen | Wirtschaftsgebäude der ehemaligen Schäferei | Heynitzer Straße 3 (Karte)                      | 18. Jahrhundert | Bruchsteinbau mit Krüppelwalmdach, baugeschichtlich und ortsgeschichtlich von Bedeutung | 09267850 |
| Weitere Bilder                          | Rittergut und Schloss Heynitz (Sachgesamtheit) | Heynitzer Straße 8, 9, 10, 13 (Karte)           | 14. und 16. Jahrhundert (Schloss); bezeichnet mit 1628 (Nr. 10, Wirtschaftsgebäude); bezeichnet mit 1823 (Nr. 13, Scheune)                                              | Sachgesamtheit Rittergut und Schloss Heynitz, mit den Einzeldenkmalen: Schloss (Nr. 9), Gutsverwalterhaus (Nr. 8) und Wirtschaftsgebäude (Nr. 10) sowie Straßenbrücke im Park (siehe 09267794), und den Sachgesamtheitsteilen: ehemalige Wirtschaftsgebäude (unter anderem Nr. 13) und Wirtschaftshof sowie Parkanlage mit Schlossteichen (Gartendenkmal); im 14. Jahrhundert Wasserburg (Wohnturm in einem künstlichen See), der bestehende Bau bestimmt durch den Ausbau des 16. Jahrhunderts, kompakter Putzbau mit Vorhangbogenfenstern und -portal, reich gestaltete, verputzte Backsteingiebel, mehrere, zum Teil prächtige Erker, im Innern kleine Schlosskapelle, einer der bedeutendsten Schlossbauten der Meißner Region, Gutsverwalterhaus (Nummer 8) mit Fachwerk-Obergeschoss und Korbbogenportalen, Schlossanlage baugeschichtlich, kunstgeschichtlich, künstlerisch und landesgeschichtlich von Bedeutung. Nebengebäude (Obergeschoss Fachwerk) mit Stallungen und im Obergeschoss Wohnungen, mit Wappenstein. | 09303488 |
| Weitere Bilder                          | Schloss (Nr. 9), Gutsverwalterhaus (Nr. 8) und Wirtschaftsgebäude (Nr. 10) sowie Straßenbrücke im Park (Einzeldenkmale der Sachgesamtheit 09303488)               | Heynitzer Straße 8, 9, 10 (Karte)               | 14. Jahrhundert (Schloss); bezeichnet mit 1519 (Schloss); bezeichnet mit 1585 (Schloss-Erker); bezeichnet mit 1628 (Wirtschaftsgebäude); bezeichnet mit 1662 (Wohnhaus) | Einzeldenkmale der Sachgesamtheit Rittergut und Schloss Heynitz; im 14. Jahrhundert Wasserburg (Wohnturm in einem künstlichen See), der bestehende Bau bestimmt durch den Ausbau des 16. Jahrhunderts, kompakter Putzbau mit Vorhangbogenfenstern und -portal, reich gestaltete, verputzte Backsteingiebel, mehrere, zum Teil prächtige Erker, im Innern kleine Schlosskapelle, einer der bedeutendsten Schlossbauten der Meißner Region, Gutsverwalterhaus (Nummer 8) mit Fachwerk-Obergeschoss und Korbbogenportalen, Schlossanlage baugeschichtlich, kunstgeschichtlich, künstlerisch und landesgeschichtlich von Bedeutung. Im 14. Jahrhundert Wohnturm in einem künstlichen See, der bestehende Bau bestimmt durch den Ausbau im 1. Viertel 16. Jahrhundert (bezeichnet mit 1519). Umbau um 1850 und 1920. Verputzter Backsteingiebel, Vorhangbogenfenster. Im Innern steinerne Portaleinfassungen, zwei Grabdenkmäler 2. Hälfte 16. Jahrhundert, kleine Schlosskapelle, Glasgemälde Anfang 16. Jahrhundert, von 1585 zwei Erker (Sachsen-Dehio, S. 166f.). Schloss auf Eichenpfählen gebaut, Teich als „Herz des Schlosses“, da der Teich für eine konstante Bodenfeuchtigkeit sorgt, ursprünglich das Schloss mit Mauerbefestigung, Terrasse 1920er Jahre. | 09267794 |
| Direkt Bild zu diesem Denkmal hochladen | Wohnhaus | Heynitzer Straße 11 (Karte)                     | Bezeichnet mit 1847 | Ländliches Wohnhaus, Obergeschoss Fachwerk, ehemalige Molkerei in unmittelbarer Nähe zum Schloss und Rittergut Heynitz, baugeschichtlich und ortsgeschichtlich von Bedeutung. Saniert, Fachwerk massiv untersetzt, Krüppelwalmdach, Erdgeschoss verändert. Oberhalb der Molkerei: ehemaliger Wallgraben. | 09267796 |
| Direkt Bild zu diesem Denkmal hochladen | Wohnhaus | Heynitzer Straße 14 (Karte)                     | 1. Hälfte 19. Jahrhundert | Obergeschoss Fachwerk, baugeschichtlich von Bedeutung. Fachwerk, massiv untersetzt, Fachwerk auf der Rückseite verputzt. | 09267797 |
| Direkt Bild zu diesem Denkmal hochladen | Wohnhaus | Heynitzer Straße 20 (Karte)                     | Um 1800 | Obergeschoss Fachwerk, baugeschichtlich von Bedeutung. Fachwerk, massiv untersetzt, im Inneren Holzbalkendecken. | 09267799 |
| Direkt Bild zu diesem Denkmal hochladen | Ehemaliger Pfarrhof mit Pfarrhaus, Seitengebäude und Einfriedungsmauer zum Garten                                                                                 | Heynitzer Straße 23 (Karte)                     | Bezeichnet mit 1714; bezeichnet mit 1878 | Pfarrhaus schlichter Putzbau, Seitengebäude mit Fachwerk-Obergeschoss, baugeschichtlich und ortsgeschichtlich von Bedeutung. Pfarrhaus außen verändert, im Innern die Raumaufteilung und Treppen erhalten. Scheune: Fachwerk, massiv untersetzt, eine Seite verbrettert. Tafel: „Renovatum MDCCCLXXIII / Pax interantibus / Salus exeuntibus / MDCCXIV“, Bruchsteinmauer als Einfriedung. | 09267798 |
| Direkt Bild zu diesem Denkmal hochladen | Wohnhaus | Heynitzer Straße 24 (Karte)                     | Bezeichnet mit 1874 | Obergeschoss Fachwerk, ein Giebel massiv mit Drillingsfenster (Palladiomotiv), in unmittelbarer Nähe zur Kirche, baugeschichtlich von Bedeutung. Älterer Kern (?), Fachwerk, massiv untersetzt, Lisenengliederung, Drillingsfenster im Giebel. | 09267804 |
| Direkt Bild zu diesem Denkmal hochladen | Wohnstallhaus | Heynitzer Straße 31 (Karte)                     | Um 1700 | Obergeschoss Fachwerk, altertümliche Fachwerkkonstruktion mit Kopfstreben, ortsbildprägende Lage nahe der Schule, baugeschichtlich von Bedeutung. Fachwerk, massiv untersetzt, historische Stallfenster. | 09267803 |
|                                         | Schulgebäude mit Altbau und Erweiterungsbau, Treppenanlage und Stützmauer                                                                                         | Heynitzer Straße 32 (Karte)                     | Bezeichnet mit 1895, später erweitert | Ältere Teil mit einfacher historisierender Fassade, Erweiterung im Reformstil mit hohem Krüppelwalmdach und Dachreiter, eine der markantesten Dorfschule im Landkreis Meißen, baugeschichtlich und ortsgeschichtlich bedeutend. Der Altbau entstand laut Datierung an der Fassade 1895, der östliche Erweiterungsbau Umbau um 1910. | 09267802 |
| Direkt Bild zu diesem Denkmal hochladen | Wohnstallhaus | Heynitzer Straße 33 (Karte)                     | Um 1800 | Obergeschoss Fachwerk, baugeschichtlich von Bedeutung. Fachwerk, massiv untersetzt, ein Giebel verbrettert, ein Giebel verputzt. | 09267805 |
| Direkt Bild zu diesem Denkmal hochladen | Wohnhaus mit seitlichen Anbauten | Heynitzer Straße 34 (Karte)                     | Bezeichnet mit 1740 | Fachwerk teilweise verputzt, Fachwerk zum Teil auch im Erdgeschoss, baugeschichtlich von Bedeutung | 09267800 |
| Direkt Bild zu diesem Denkmal hochladen | Wohnstallhaus, Scheune und Seitengebäude eines Bauernhofes | Heynitzer Straße 36 (Karte)                     | Um 1800 | Fachwerkbauten, baugeschichtlich und wirtschaftsgeschichtlich von Bedeutung. Fachwerk, massiv untersetzt, im Stallgebäude historische Fenster, Rosskastanie als Hofbaum. | 09267806 |
| Direkt Bild zu diesem Denkmal hochladen | Wohnstallhaus und Seitengebäude eines Vierseithofes | Heynitzer Straße 37 (Karte)                     | Bezeichnet mit 1796 | Fachwerkgebäude, baugeschichtlich und wirtschaftsgeschichtlich von Bedeutung. Fachwerk, massiv untersetzt, Hofseite des Wohnstallhauses stark überformt, bildet Vierseithof mit Nummer 37a. | 09267807 |
| Direkt Bild zu diesem Denkmal hochladen | Wohnstallhaus und Scheune eines Bauernhofes | Heynitzer Straße 38 (Karte)                     | 3. Drittel 18. Jahrhundert | Scheune in Fachwerkbauweise, Wohnstallhaus Obergeschoss Fachwerk zum Hof, baugeschichtlich und wirtschaftsgeschichtlich von Bedeutung, verputzt. Wohnstallhaus und Scheune: Fachwerk, massiv untersetzt, beim Wohnstallhaus Fachwerk zur Straße. | 09267808 |
| Direkt Bild zu diesem Denkmal hochladen | Wohnstallhaus eines ehemaligen Dreiseithofes | Heynitzer Straße 39 (Karte)                     | Ende 18. Jahrhundert | Fachwerkbau, Fachwerk auch im Erdgeschoss erhalten, baugeschichtlich von Bedeutung. Fachwerk, massiv untersetzt, giebelständig zur Straße hin verbrettert. | 09267809 |
| Direkt Bild zu diesem Denkmal hochladen | Zwei Wohnstallhäuser eines Bauernhofes, mit Torbogen | Heynitzer Straße 40, 42 (Karte)                 | Bezeichnet mit 1775 | Beide Gebäude Obergeschoss Fachwerk, baugeschichtlich von Bedeutung. Fachwerk, massiv untersetzt. An der Straße, nahe beim Anwesen, großer Lindenbaum. Der Torbogen soll mit 1968 (?) bezeichnet und im Kern älter sein. | 09267810 |
|                                         | Gasthof mit Seitengebäude | Heynitzer Straße 45 (Karte)                     | Ende 19. Jahrhundert | Historische Ausspanne, Gasthaus Obergeschoss Fachwerk, Seitengebäude verputzter Massivbau, baugeschichtlich und ortsgeschichtlich von Bedeutung. Gasthof mit Fachwerk, massiv untersetzt, Krüppelwalmdach, Gasthof und Fleischerei Heynitz, Besitzer Hugo Dietze (früher), zwei Trauereschen und eine Linde gegenüber. | 09267811 |
| Direkt Bild zu diesem Denkmal hochladen | Wohnhaus (mit rückwärtigem Anbau) und Stützmauer | Heynitzer Straße 49 (Karte)                     | Um 1910/1920 | Putzbau mit Fachwerk-Elementen, ortsentwicklungsgeschichtlich von Bedeutung. Fachwerk, massiv untersetzt, Giebel verbrettert, Andreaskreuze, Überformung 1920er Jahre, älterer Kern (?). | 09267812 |
| Direkt Bild zu diesem Denkmal hochladen | Wohnstallhaus | Heynitzer Straße 52 (Karte)                     | 2. Hälfte 19. Jahrhundert | Obergeschoss Fachwerk, zum Teil verbrettert, baugeschichtlich von Bedeutung. Fachwerk, massiv untersetzt. Innenhof: Fachwerk, Giebel und Traufseite zur Straße verbrettert. | 09267813 |
| Direkt Bild zu diesem Denkmal hochladen | Wegestein | Heynitzer Straße 54 (gegenüber) (Karte)         | Bezeichnet mit 1860 | Kleiner markanter Schaft mit Inschriftfeldern, Richtungsanzeigern und einfacher, abgerundeter Kopfgestaltung, bedeutend für die Ortsgeschichte und Verkehrsgeschichte. Inschriften „Nach Kottewitz“, „Nach Katzenberg“ und „Nach Heynitz“. | 09303973 |
| Direkt Bild zu diesem Denkmal hochladen | Wegestein | Heynitzer Straße 60 (gegenüber) (Karte)         | 1. Hälfte 19. Jahrhundert | Sandsteinstele mit Inschriften und Richtungsanzeigern, ortsgeschichtlich und verkehrsgeschichtlich bedeutsam. Inschriften „nach Kottewitz, Feldweg, nach Heynitz, Gohla“. | 09267815 |
| Weitere Bilder                          | Sachgesamtheit Königlich-Sächsische Triangulierung („Europäische Gradmessung im Königreich Sachsen“); Station 74, Katzenberg                                      | Heynitzer Straße 60 (hinter) (Karte)            | Bezeichnet mit 1866 | Station 2. Ordnung, vermessungsgeschichtlich und technikgeschichtlich von Bedeutung. Der Pfeiler aus Laußnitzer Granit steht auf dem Gelände einer Gärtnerei direkt hinter dem Zaun und ist vom Feldweg aus gut zu sehen. Die Inschrift „Station / KATZENBERG / der / Kön.Sächs. / Triangulirung / 1866“ ist nicht mehr gut zu lesen. Von der Deckplatte ist nur noch ein fragmentarisches Stück erhalten, welches dem Pfeiler aufliegt. Die Sichtbeziehungen zu den benachbarten Säulen sind durch Vegetation gestört. | 09305040 |
| Weitere Bilder                          | Wohnstallhaus und Seitengebäude eines Mühlenanwesens (ehemalige Heynitzer Windmühle)                                                                              | Heynitzer Straße 60a (Karte)                    | Um 1800 | Wohnstallhaus Obergeschoss Fachwerk, baugeschichtlich und ortsgeschichtlich von Bedeutung, bildet ein Grundstück mit Nummer 60. - Wohnstallhaus: Fachwerk, massiv untersetzt - Stall-Wirtschaftsgebäude: ebenso, teils verputzt | 09267814 |

## Tabellenlegende
- Bild: Bild des Kulturdenkmals, ggf. zusätzlich mit einem Link zu weiteren Fotos des Kulturdenkmals im Medienarchiv Wikimedia Commons. Wenn man auf das Kamerasymbol klickt, können Fotos zu Kulturdenkmalen aus dieser Liste hochgeladen werden:
- Bezeichnung: Denkmalgeschützte Objekte und ggf. Bauwerksname des Kulturdenkmals
- Lage: Straßenname und Hausnummer oder Flurstücknummer des Kulturdenkmals. Die Grundsortierung der Liste erfolgt nach dieser Adresse. Der Link (Karte) führt zu verschiedenen Kartendiensten mit der Position des Kulturdenkmals. Fehlt dieser Link, wurden die Koordinaten noch nicht eingetragen. Sind diese bekannt, können sie über ein Tool mit einer Kartenansicht einfach nachgetragen werden. In dieser Kartenansicht sind Kulturdenkmale ohne Koordinaten mit einem roten bzw. orangen Marker dargestellt und können durch Verschieben auf die richtige Position in der Karte mit Koordinaten versehen werden. Kulturdenkmale ohne Bild sind an einem blauen bzw. roten Marker erkennbar.
- Datierung: Baubeginn, Fertigstellung, Datum der Erstnennung oder grobe zeitliche Einordnung entsprechend des Eintrags in der sächsischen Denkmaldatenbank
- Beschreibung: Kurzcharakteristik des Kulturdenkmals entsprechend des Eintrags in der sächsischen Denkmaldatenbank, ggf. ergänzt durch die dort nur selten veröffentlichten Erfassungstexte oder zusätzliche Informationen
- ID: Vom Landesamt für Denkmalpflege Sachsen vergebene, das Kulturdenkmal eindeutig identifizierende Objekt-Nummer. Der Link führt zum PDF-Denkmaldokument des Landesamtes für Denkmalpflege Sachsen. Bei ehemaligen Kulturdenkmalen können die Objektnummern unbekannt sein und deshalb fehlen bzw. die Links von aus der Datenbank entfernten Objektnummern ins Leere führen. Ein ggf. vorhandenes Icon  führt zu den Angaben des Kulturdenkmals bei Wikidata.